# Tchya
Đới Đức Tuấn (1908 - 1969), hay Đái Đức Tuấn, nổi tiếng với bút danh TchyA, là một kí giả, văn sĩ và thi sĩ Việt Nam.

## Lịch sử
Đới Đức Tuấn sinh năm 1908 tại thôn Ngọc Giáp, huyện Quảng Xương, tỉnh Thanh Hóa, xứ An Nam thuộc Liên bang Đông Dương. Xuất thân trong một gia đình quan lại, sau khi tốt nghiệp tú tài toàn phần, ông làm tham tá ở Nha học chánh Đông Dương từ năm 1930. Đới Đức Tuấn bắt đầu viết báo, viết văn từ 1935 cho các tờ Đông Tây, Nhật Tân, Tiểu thuyết thứ bảy. Đến năm 1940 ông xin nghỉ việc và sang cư trú dài hạn tại Côn Minh. Đến năm 1945 ông trở lại Bắc Kỳ tiếp tục làm báo. Năm 1950 ông dạy học ở trường Quốc học Huế.
Về bút danh TchyA, có người cho rằng chữ A trong bút danh phải được viết hoa mới đúng theo ý của Đới Đức Tuấn. Tạ Tỵ khi vẽ chân dung Đới Đức Tuấn đều ghi rõ bút danh của Đới Đức Tuấn là TchyA; nhưng trong Nhà văn hiện đại của Vũ Ngọc Phan (Nhà xuất bản Sống mới, Sài Gòn, 1959, tr.985) và các bộ sách từ điển văn học được xuất bản gần đây, như Từ điển Văn học (bộ mới), Từ điển tác gia Văn hóa Việt Nam (Nhà xuất bản VH-TT, Hà Nội, 1999) đều ghi là Tchya.]
Năm 1946 Đới Đức Tuấn gia nhập Việt Nam Quốc dân Đảng, sau đó đăng trình vào Quân đội Quốc gia Việt Nam, thăng tới Đại úy đồng hóa và rã ngũ năm 1956.
Ông mất ngày 8 tháng 8 năm 1969 tại Sài Gòn.

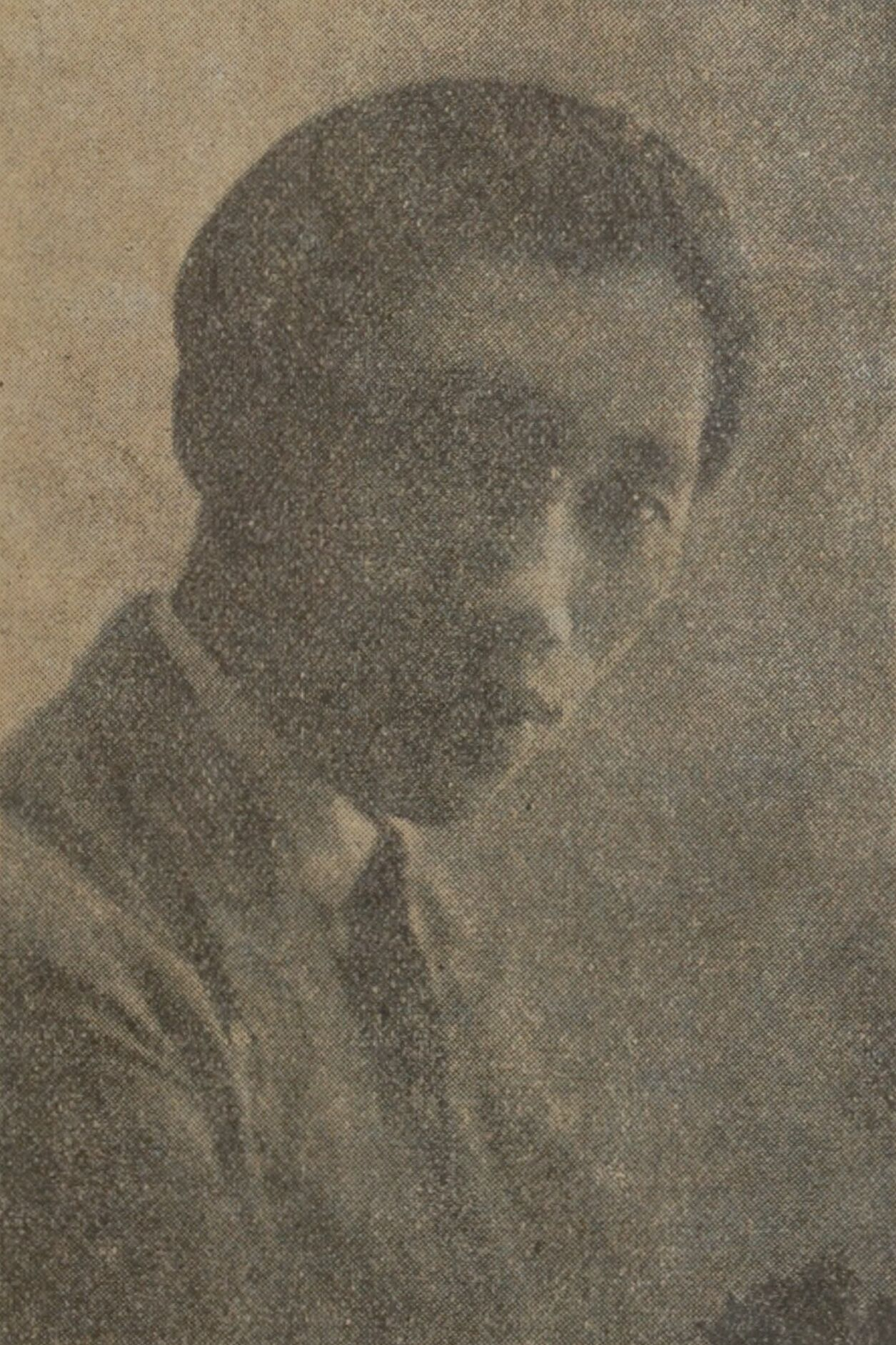
TchyA

## Sự nghiệp

### Tác phẩm đã in
- Thần trùng (1934)
- Khúc sáo du dương (1936)
- Thủ xú (1936)
- Số kiếp (1937)
- Thần hổ (1937)
- Linh hồn hay Xác thịt (1938)
- Oan nghiệt (1939)
- Thầy Cử (1939)
- Kho vàng Sầm Sơn (1940)
- Đồng tiền Vạn Lịch (Viết tiếp theo Kho Vàng Sầm sơn – 1940)
- Ai hát giữa rừng khuya (1940)
- Đầy vơi (Tập thơ – 1943)
- Tình Sơn nữ (1956)

### Ảnh hưởng
Vũ Ngọc Phan nhận xét:
Văn của Tchya "không phải thứ văn chương hàm súc hay linh hoạt, nên những truyện ngắn của ông đều dài dòng, cổ lỗ… chỉ những tập truyện truyền kỳ là còn kha khá.
Và cũng như văn, thơ ông đượm rất nhiều phong vị cổ. Ở văn, gọt giũa quá, nhiều khi tai hại; nhưng ở thơ, nó lại có được đôi phần hay là lời điêu luyện, già giặn. Tôi nói "có được đôi phần hay", vì nếu gọt giũa lắm vẻ tự nhiên, sự thành thật sẽ không còn nữa…
Sống liều nghịch với sầu thương 
Thuyền cô đẫm bóng tà dương nhẹ chèo 
Sương tàn lả ngọn ba tiêu,
Lòng trần thoảng sạch bể chiều nhấp nhô
(trích Thoát tục)
…Về không nổi, ngày thêm tẻ 
 Ở chẳng nên chi, tóc điểm vàng 
Gánh nợ thê noa nào trả nữa 
Chân trời đâu nhỉ cái bồng tang?...
(trích Mưa Gió)
Về thơ, ông chịu ảnh hưởng thơ Đường rất nhiều, còn về tiểu thuyết truyền kỳ, ông cũng lại chịu ảnh hưởng Liêu trai. Ông là một nhà văn và là một nhà thơ không có cái gì đặc sắc."
Sau này, Nguyễn Vinh Phúc có những đánh giá tương tự:
Về tiểu thuyết, Tchya sử dụng "quá nặng màu sắc thần bí và định mệnh, văn chương lại xen nghị luận, giảng thuyết nên tư tưởng mà tác giả muốn gửi gắm không có gì đáng kể. May mà, cốt truyện hấp dẫn, cách kết cấu các chương khéo, phần đuôi của câu chuyện trước lại khởi đầu cho một câu chuyện ly kỳ khác ở chương sau…"
Còn tập thơ Đầy vơi, "tuy ra đời vào cuối phong trào thơ mới, nhưng ý vị khá cổ, lời nhiều sáo ngữ, rất ít tứ mới, từ mới. Tuy nhiên, nhờ kỹ thuật gọt giũa công phu nên thơ Tchya nói chung cũng tao nhã…"